# Cimon della Pala
Cimon della Pala (také Cimone della Pala nebo zkráceně Cimone) je hora o výšce 3184 m n. m. nalézající se v horské skupině Pala v Dolomitech v italské provincii Trento. Je druhým nejvyšším vrcholem skupiny Pala a pro svůj charakteristický tvar je často nazýván "Matterhornem Dolomit" (italsky "Il Cervino delle Dolomiti"). Nachází se v přírodním parku Paneveggio - Pale di San Martino a je považována za významnou horolezeckou horu.

## Poloha a okolí
Cimon della Pala se nachází na území obce Primiero San Martino di Castrozza a na rozvodí mezi údolími Cismón a Travignolo. Na severu na něj navazuje Cima di Vezzana, nejvyšší hora masivu Pala. Oba vrcholy odděluje průsmyk Passo del Travignolo (2925 m). Na východní straně hory se nachází Bivacco Fiamme Gialle (3005 m), ze kterého vede východní hřeben na vrchol. Směrem na západ se hora svažuje do údolí Primiero a odhaluje jednu z nejpůsobivějších stěnových formací v Dolomitech. Ve stinné severní soutěsce leží Ghiacciaio del Travignolo, jeden z posledních ledovcových zbytků v masivu Pala. Severozápadní pohled z Passo Rolle nebo z Baita Segantini je považován[kým?] za jedno z nejznámějších a nejfotografovanějších panoramat Dolomit a vysloužil si srovnání se slavným Matterhornem.

## Horolezectví
Skalní pyramida Cimon della Pala je jednou z nejvýznamnějších horolezeckých hor v Dolomitech.[zdroj?] V roce 1869 se Paul Grohmann pokusil o výstup dnešní normální cestou, ale musel svůj pokus vzdát ještě před dosažením vrcholu. V lednu následujícího roku přednesl průkopník horolezení ve skupině Pala Leslie Stephen přednášku pro Alpský klub v Londýně, ve které tvrdil, že si nedokáže představit další prvovýstupy ve skupině Pala:
„Jsem ochoten věřit a bez výčitek svědomí doufat, že tyto hory zůstanou nepřekonané. Pokud jde o mě, nemám naději, že bych na ně vystoupil, a nemohu říci, že bych si přál, aby tato sláva připadla někomu jinému.“[zdroj?]
Mezi diváky této přednášky byl i Edward R. Whitwell, který v červnu téhož roku spolu se Švýcarem Christianem Lauenerem a Santo Siorpaesem uskutečnil prvovýstup na Cimon. Na rozdíl od Grohmanna si tito tři zvolili nebezpečný výstup z ledovce Travignolo severní stěnou (obtížnost III), která se dnes téměř nepoužívá, a jako první dosáhli vrcholu 3. června 1870.
Tento výkon vyvolal vlnu prvovýstupů, takže během 20 let byly zdolány všechny vrcholy masivu Pala. Dnešní běžnou cestu na Cimon della Pala (jihovýchodní rameno, obtížnost III) zpřístupnili až v roce 1889 Ludwig Darmstaedter, Luigi Bernard a Johann Niederwieser. Další významný prvovýstup uskutečnil v roce 1905 Georg Leuchs, který vylezl jihozápadní stěnu (obtížnost IV). Vývoj dalších a dalších nových cest vyvrcholil v roce 1995 výstupem Maurizia Zanolly na El Marubio (obtížnost IX-).

## Důležité prvovýstupy
- Severní svah (III): Edward R. Whitwell, Santo Siorpaes a Christian Lauener 1870
- Normální cesta přes jihovýchodní hřeben (III): Ludwig Darmstaedter, Luigi Bernard a Johann Niederwieser 1889
- Severozápadní hřeben (III+): Gilberto Melzi a Giuseppe Zecchini 1893
- Jihozápadní stěna (IV): Georg Leuchs solo 1905
- Via Andrich jihozápadní stěnou (VI): Alvise Andrich a Furio Bianchet 1934
- Direttissima Fiamme Gialle (VI): Rinaldo Zagonel, Carlo Plattner a Danilo Busin 1963
- El Marubio jihozápadní stěnou (IX-): Maurizio Zanolla, A. Sorato, C. Zorzi a M. Zagonel 1995[2].

## Přístup
Většina horolezců se dnes na vrchol vydává po normální cestě, kterou jako první vylezl Darmstaedter, a která vede od bivaku Fiamme Gialle (3005 m) po jihovýchodním hřebeni. Výstup trvající 1¼ hodiny zahrnuje skalní stupně a žlaby obtížnosti II – III UIAA a prochází také úzkou jeskyní, tzv. Kočičí dírou.[zdroj?]
Nejjednodušší přístup k bivaku, který má devět míst na spaní, trvá 2,5 hodiny z horské chaty Rifugio Rosetta (2581 m), umístěné vysoko nad San Martino di Castrozza. Variantou výstupu je středně náročná, ale namáhavá ferrata Bolver Lugli (D), na kterou se nastupuje z chaty Rifugio Col Verde (1956 m). Pomocí při výstupu může být sedačková lanovka na Col Verde a následně gondolová lanovka na Rosettu.[zdroj?]
Další oblíbené vrcholové cesty vedou přes dlouhý severozápadní hřeben (obtížnost III+) a jihozápadní stěnou (obtížnost IV).[zdroj?]

## Galerie

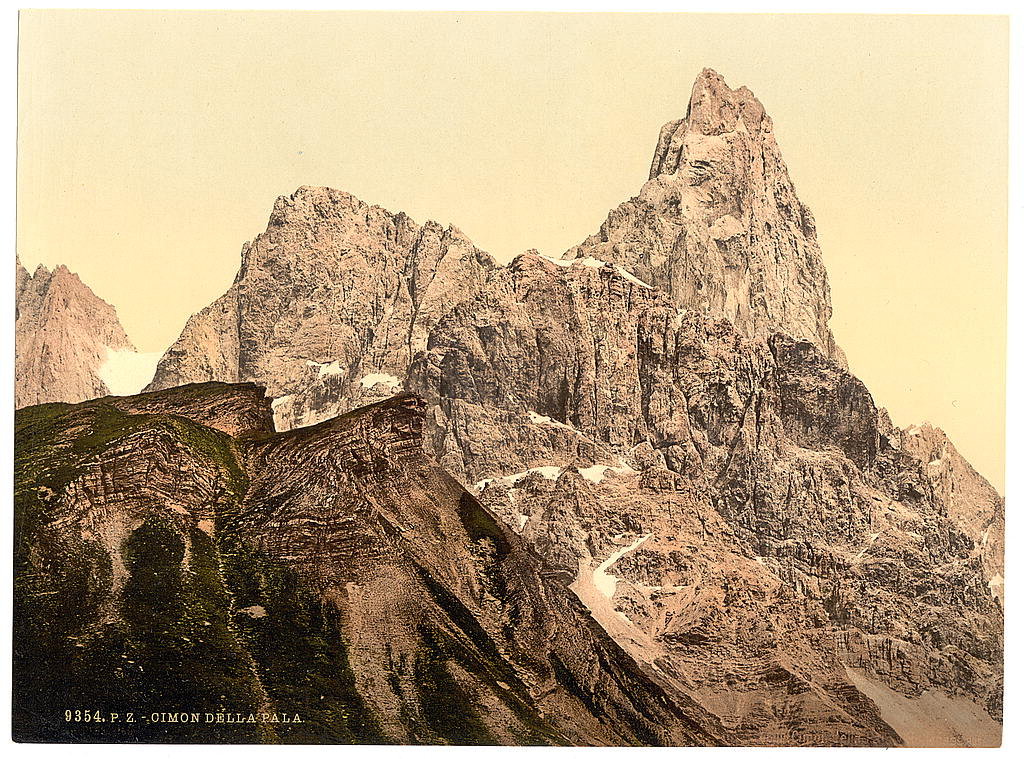
Fotochromový tisk (90. léta 19. století)
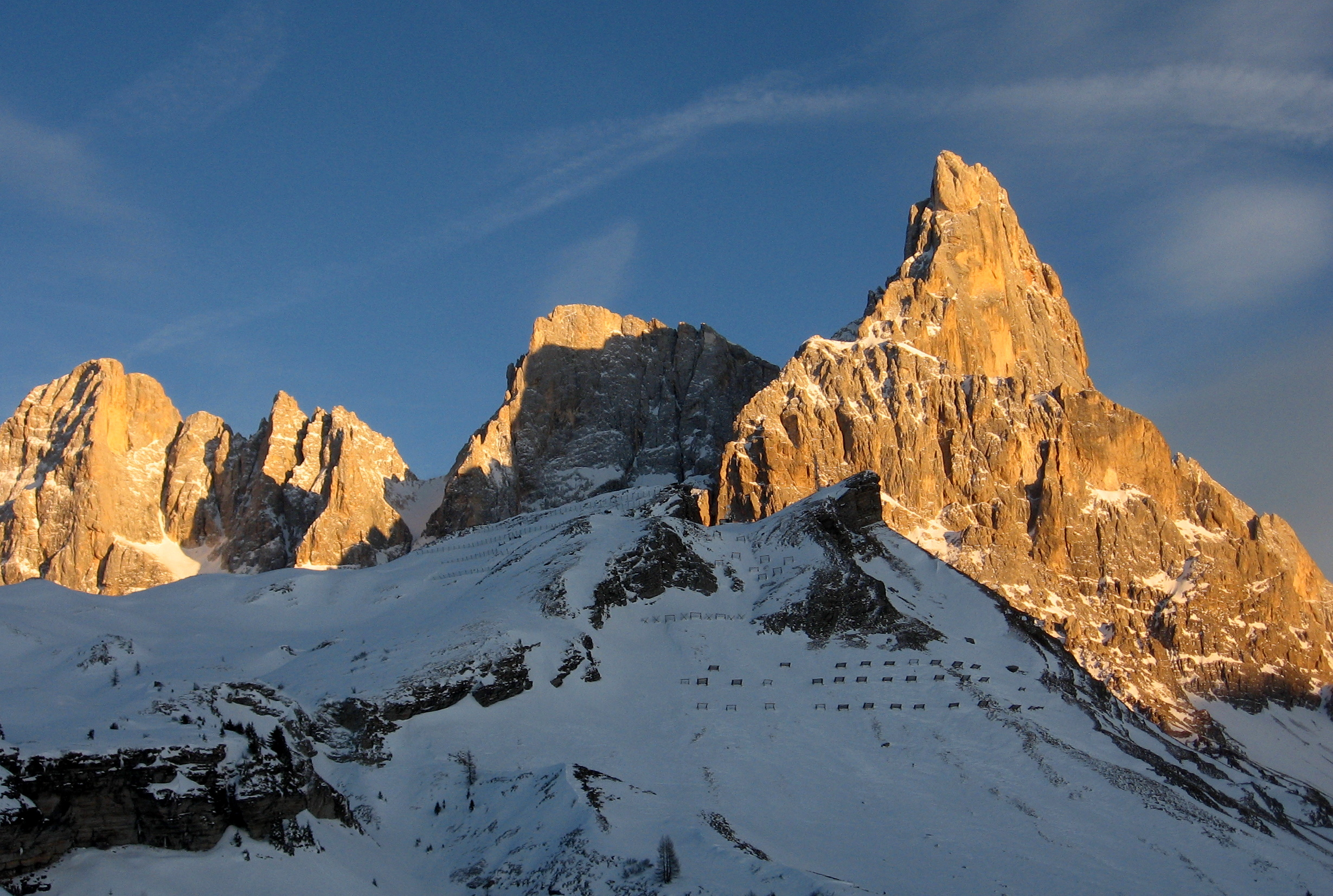
Podvečerní zimní pohled na Cimon della Pala
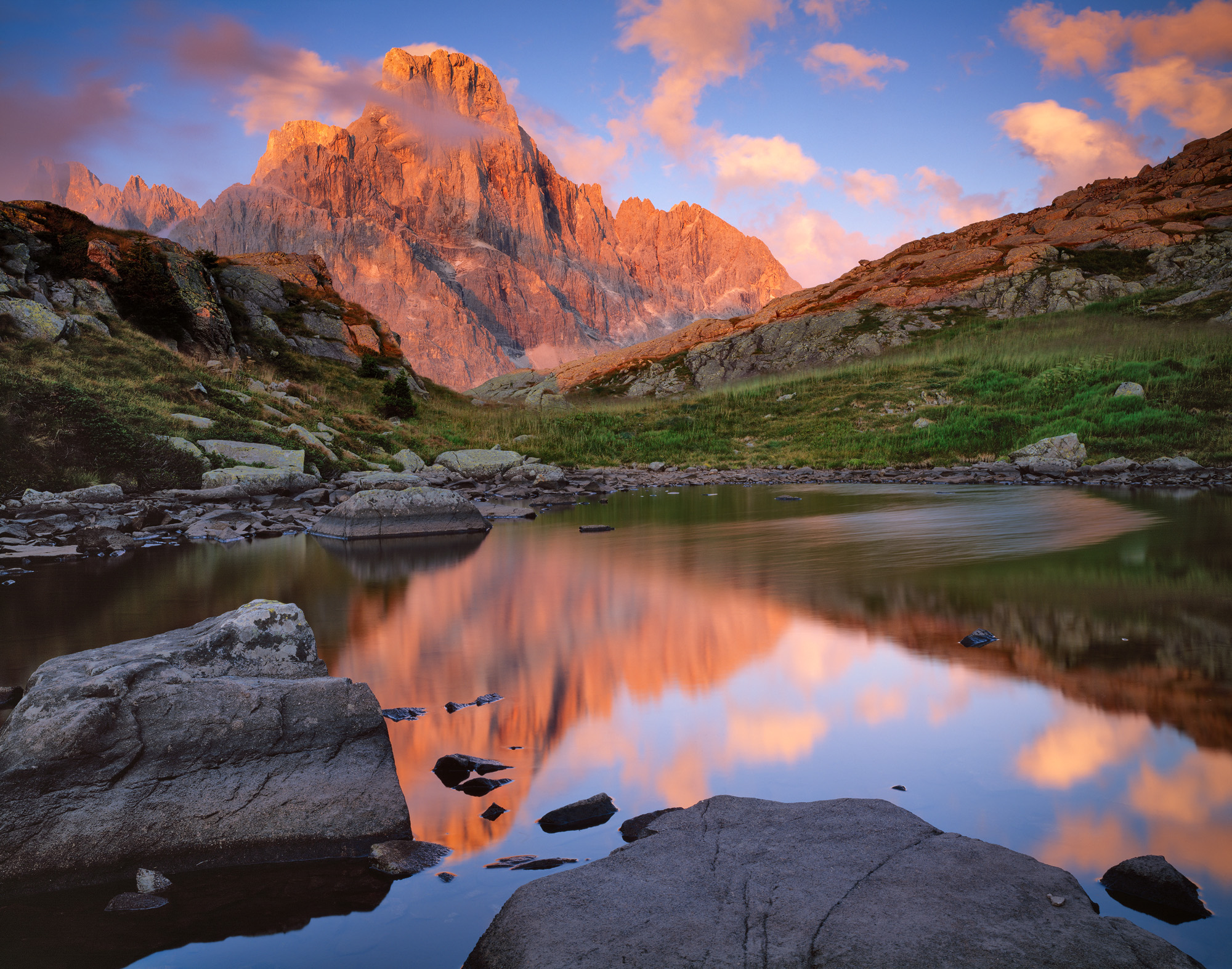
Podvečerní pohled na Cimon della Pala
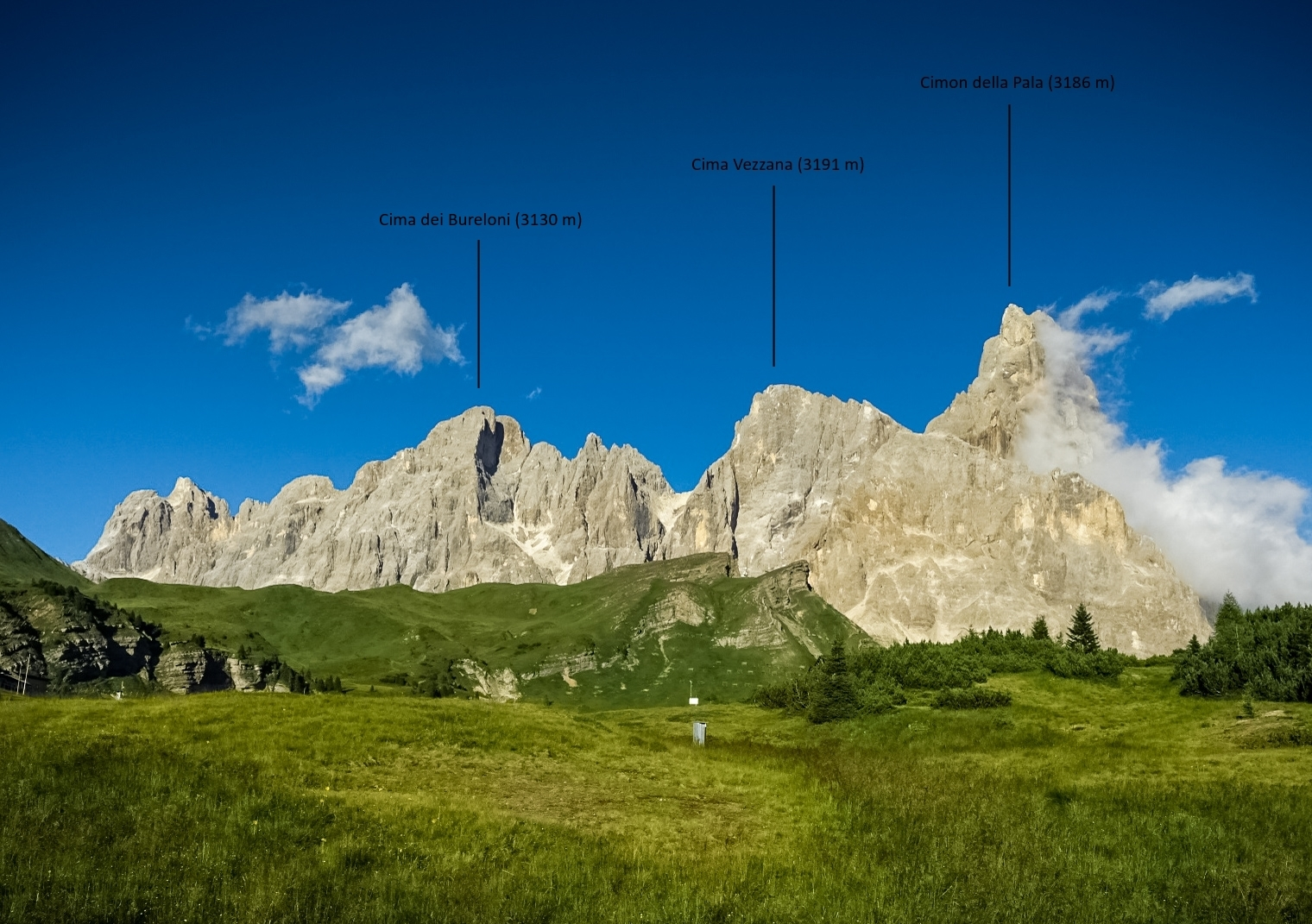
pohled na Cimon della Pala z Passo Rolle